# Gare du Pont de la Rivière Kwaï
La gare du Pont de la Rivière Kwaï est une gare ferroviaire thaïlandaise de la ligne Siam – Birmanie, située près du pont homonyme, sur le territoire du tambon de Ban Tai, faisant partie de la ville de Kanchanaburi (dans l'amphoe Mueang Kanchanaburi), capitale de la province de Kanchanaburi.
Elle est mise en service en 1943. C'est depuis ses origines une gare des Chemins de fer d'État de Thaïlande (en) (SRT), désormais desservie par des trains réguliers, ainsi que des trains touristiques et des convois spéciaux.

## Situation ferroviaire
Établie à 34 mètres d'altitude, la gare du Pont de la Rivière Kwaï est située au point kilométrique (PK) 120,26 — l'origine du chaînage étant Thonburi (en) — de la ligne Siam – Birmanie (à voie unique et métrique), après une courbe limitée à 45 km/h ; elle s'intercale entre les gares de Kanchanaburi (en) et de Khao Pun (th). Elle est séparée de cette dernière par le pont sur la rivière Kwaï (quant à lui limité à 10 km/h), situé juste après l'établissement.
La gare dispose d'une voie de passage et de deux quais, dont l'un est plus court que l'autre.

## Histoire
Cette gare est ouverte en 1943, à l'occasion de la mise en service de la ligne (surnommée la Voie ferrée de la mort) permettant d'atteindre la Birmanie.

## Service des voyageurs

### Accueil
C'est une gare de la SRT, équipée d'un guichet et d'un grand abri de quai, mais également de toilettes. Un bureau de la police touristique est présent sur un quai, à proximité du pont. Enfin, un point d'accès Wi-Fi de la compagnie publique TOT (en) est disponible.
Par ailleurs, les quais sont partiellement occupés par des étals de commerçants, que l'on retrouve aussi aux abords du site.

### Desserte
La gare est desservie par :
- des trains de la SRT (en), effectuant des missions entre Thonburi (en) ou Nong Pla Duk (en) et Nam Tok (en) ou Nam Tok Sai Yok Noi (en) (uniquement les samedis et dimanches pour cette dernière) ;
- le train touristique du pont voisin (circulations organisées par la société Kanchanaburi Transport and Tours — ou K-T-T)[2] ;
- le luxueux Eastern & Oriental Express, reliant Bangkok (Hua Lamphong) à Kuala Lumpur et à Singapour (Woodlands Train Checkpoint)[3].